# Мальваль-ан-Веркор
Мальваль-ан-Веркор (фр. Malleval-en-Vercors) — коммуна во Франции, находится в регионе Рона — Альпы. Департамент коммуны — Изер. Входит в состав кантона Сюд Грезиводан. Округ коммуны — Гренобль.
Код INSEE коммуны — 38216. Население коммуны на 2012 год составляло 50 человек. Населённый пункт находится на высоте от 440 до 1440  метров над уровнем моря. Муниципалитет расположен на расстоянии около 480 км юго-восточнее Парижа, 85 км юго-восточнее Лиона, 24 км западнее Гренобля. Мэр коммуны — Ивон Роде, мандат действует на протяжении 2014—2020 гг.
Динамика населения (INSEE):